# 梁廷振
梁廷振（1486年—？年），字伯綱，號瀾石，广东广州府南海縣人，明朝政治人物。

## 生平
治《易經》，由國子生中式正德二年丁卯科（1507年）廣東鄉試第五十名舉人，嘉靖二年（1523年）癸未科會試第三百二名，第三甲第四十名進士。連續丁憂守喪，服阕，授兵部职方司主事，寻进兵部署郎中。嘉靖十七年（1538年）正月升广西按察司副使，十八年闰七月广西断藤峡、弩滩诸巢贼平，升一级，遷福建右参政，督理粮储，进按察使。二十三年三月升浙江右布政使，历左布政使，不久卒于任。

## 家族
曾祖梁康善。祖父梁道森。父梁英，壽官。母周氏。具庆下。行二，兄健、弟廷掄。